# Гибберт-хаус
Гибберт-хаус (англ. Hibbert House), известный также как «Резиденция» — штаб-квартира Национального фонда наследия Ямайки. Он расположен на 79 Duke Street, Кингстон (Ямайка). Был построен Томасом Хиббертом, богатым английским купцом, в 1755 году в качестве своей резиденции. Хибберт эмигрировал в Кингстон в 1734 году, в то время когда Ямайка стала крупнейшим и богатейшим из британских островов Карибского бассейна и крупнейшим рынком африканских рабов. В начале 1750-х годов Хибберт сформировал партнерство с Натаниэлем Сприггом, приобрел корабли и стал завозить рабов из Африки и перепродавать их плантаторам Ямайки. Хибберт также торговал сахаром и ромом.

## Здание
Дом построен из кирпича, камня и древесины. Стены выложены фламандским облигационным красным кирпичом с контрастными известняковыми элементами. Передняя часть здания была изменена, была добавлена ямайская национальная резьба.
Дом двухэтажный, с большим подвалом, используемым для хранения продуктов, имеет чердак с мансардными окнами. Первый этаж использовался в качестве кабинета и места приема гостей, в то время как верхний этаж занимали спальни. В задней части здания находятся двор и несколько пристроек.
Внутри дома есть несколько интересных особенностей, достойных внимания, например, изысканная лестница, ведущая с первого этажа на второй.

## История

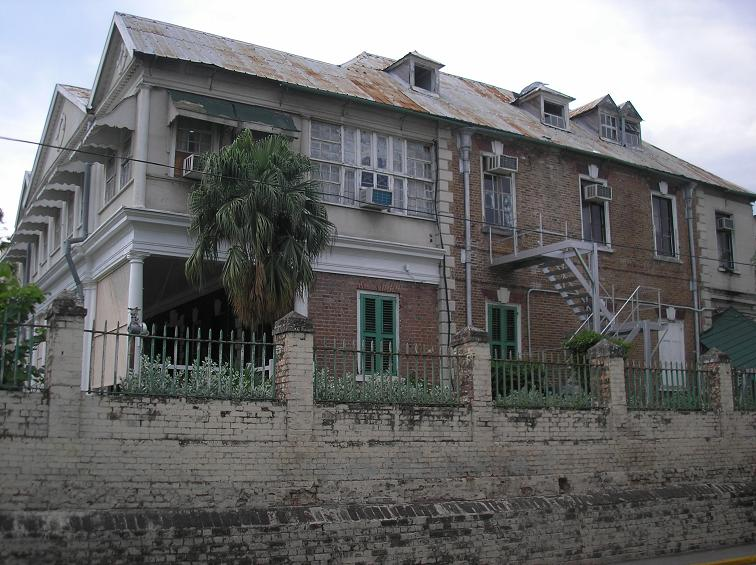
Гибберт-хаус

Дом Хибберта воспринимался как напоминание о богатстве и власти купцов Кингстона в дни их расцвета. Хибберт был одним из первых богатых купцов, построивших свою резиденцию в георгианском стиле архитектуры. Этот стиль стал модным в Англии XVIII века и сыграл значимую роль в развитии архитектуры Ямайки.
Хибберт активно участвовал в политике и был избран спикером Палаты собраний в 1756 году, когда столица Ямайки временно переехала из Спаниш-Тауна в Кингстон. После 1758 года Палата собраний и Законодательный совет несколько раз проводили заседания в Доме Хибберта.
Хибберт никогда не женился, но поддерживал 24-летние отношения с Черити Гарри, в 1756 году у них родилась дочь Джейн. Мулатка Черити была экономкой Хибберта, он научил её читать. Тем не менее, после смерти Хибберта дом был передан его наследнику и племяннику, а не Джейн или Черити.
В 1814 году дом был продан военному ведомству Вест-Индии и стал штаб-квартирой главы гарнизона Ямайки — «Резиденцией». Так как дом находится недалеко от гавани, дом был удобен в качестве военного штаба. Именно в это время на крыше дома был построен дозорный пост.
В то время, пока дом Хибберта служил штаб-квартирой военных, в нем проживало несколько выдающихся командиров:
- Уиллоуби Коттон (приказал милиции подавить восстание рабов на Рождество 1831 года во главе с Сэмом Шарпом).
- Уильям Гомм.
- Люк О’Коннор (главнокомандующий вооружёнными силами, положил конец восстанию в Моран-Бэй в 1865 году).
- Эдвард Джон Эйр (организовал подавление восстания в Моран-Бэй).

## Недавняя история
Дом Хибберта был приобретен правительством Ямайки в 1872 году за пять тысяч фунтов стерлингов. Кингстон стал постоянным местом нахождения государственных органов Ямайки, и дом не раз использовался в качестве резиденции Колониального секретаря Великобритании на острове до 1960 года.
С 1983 года дом используется в качестве головного офиса Национального фонда наследия Ямайки.